# Chimaera opalescens
Chimère opale
Pour les articles homonymes, voir Chimère.
Espèce
Statut de conservation UICN

 LC  : Préoccupation mineure
Chimaera opalescens, la Chimère opale, est une espèce de chimères de la famille des Chimaeridae. Elle se rencontre dans le Nord-Est de l'océan Atlantique et vit essentiellement dans la zone démersale (bathyale).

## Description
C'est une grande chimère pouvant atteindre jusqu'à 78 cm de longueur précaudale ou 110 cm de longueur totale, queue incluse. Le corps est généralement clair, doré, verdâtre ou brun claire, avec de fins traits longitudinaux sur le pédoncule caudale. La queue se termine en forme de fouet mesurant entre 30% et 70% de la longueur totale. Ses yeux sont noirs avec une pupille vert pâle. La première nageoire dorsale forme un triangle haut et plus allongé que chez C. monstrosa, précédé par une épine de même longueur.
Morphologiquement très similaire et sympatrique de Chimaera monstrosa, ces deux espèces ont longtemps été confondues.

## Habitat et répartition
La chimère opale vit dans les fonds marins à substrats mous d'une profondeur de 800 à presque 2 000 m et à température avoisinant les 4,3 °C.
Elle fréquente les côtes européennes de l'océan Atlantique, de l'Irlande au sud de l'Espagne, ainsi que les côtes nord africaines jusqu'aux îles Canaries.

## Reproduction
Très peu de données sont connus sur sa biologie. Les mâles atteignent la maturité sexuelle vers 62 cm de longueur précaudale, pour 68 cm chez les femelles. C'est une espèce ovipare.

## Systématique
L'espèce Chimaera opalescens a été décrite en 2011 par les ichtyologistes Elena A. Luchetti (d), Samuel Paco Iglésias (d) et Daniel Y. Sellos (d),.

### Publication originale
- (en) E. A. Luchetti, S. P. Iglésias et D. Y. Sellos, « Chimaera opalescens n. sp., a new chimaeroid (Chondrichthyes: Holocephali) from the north-eastern Atlantic Ocean », Journal of Fish Biology, Wiley-Blackwell et Wiley, vol. 79, no 2,‎ 1er août 2011, p. 399-417 (ISSN 0022-1112 et 1095-8649, OCLC 1754591, PMID 21781099, DOI 10.1111/J.1095-8649.2011.03027.X).

## État des populations et menace
Cette espèce est encore très mal connue. Bien qu'aucune donnée n'est disponible sur la taille et l'évolution des populations de chimère opale, la tendance globale est suspectée d'être stable sur la base du refuge en eaux profondes en dehors de la plupart des activités de pêche actuelles. Cependant, des prises accessoires par des chaluts en eaux profondes ont été constatées dans toute son aire de répartition.